# باب کوزی
باب کوزی (انگلیسی: Bob Cousy؛ زادهٔ ۹ اوت ۱۹۲۸) یک بازیکن بسکتبال اهل ایالات متحده آمریکا است. از باشگاه‌هایی که در آن بازی کرده‌است می‌توان به بوستون سلتیکس و ساکرامنتو کینگز اشاره کرد.